# Stiftung Geld und Währung
Die Stiftung Geld und Währung mit Sitz in Frankfurt am Main ist eine rechtsfähige Stiftung des öffentlichen Rechts. Sie verfolgt den Zweck, das Bewusstsein der Öffentlichkeit für die Bedeutung stabilen Geldes zu erhalten und zu fördern.
Die Stiftung wurde auf der Grundlage eines Bundesgesetzes vom 27. Dezember 2000 gegründet. Vorsitzender des Stiftungsrates und maßgeblich an der Gründung beteiligt war der Ökonom Hermann Remsperger. Die dann zum 1. Januar 2002 errichtete Stiftung fördert Projekte, die sich der wirtschafts- und rechtswissenschaftlichen Grundlagenforschung auf dem Gebiet des Geld- und Währungswesens widmen. Sie leistet damit einen Beitrag zur wissenschaftlichen Fundierung der Notenbankpolitik sowie auch makroökonomisch relevanter Regierungsvorhaben im Bereich der Banken und Finanzmärkte.
Das Stiftungsvermögen, das von der Deutschen Bundesbank verwaltet wird, stammt aus dem Verkauf der 1-DM-Goldmünzen im Jahr 2001, die aus Anlass der Einführung des Euro-Bargelds zum Gedenken an die Deutsche Mark ausgegeben wurden.
Der Stiftungsrat beschließt dabei über alle grundsätzlichen Fragen, die zum Aufgabenbereich der Stiftung gehören.